# Theridion pallidulum
Theridion pallidulum är en spindelart som beskrevs av Roewer 1942. Theridion pallidulum ingår i släktet Theridion och familjen klotspindlar. Inga underarter finns listade i Catalogue of Life.